# Luffia intermediella
Luffia intermediella är en fjärilsart som beskrevs av Morris 1870. Luffia intermediella ingår i släktet Luffia och familjen säckspinnare. Inga underarter finns listade i Catalogue of Life.